# Ruoholahti (metrostation)

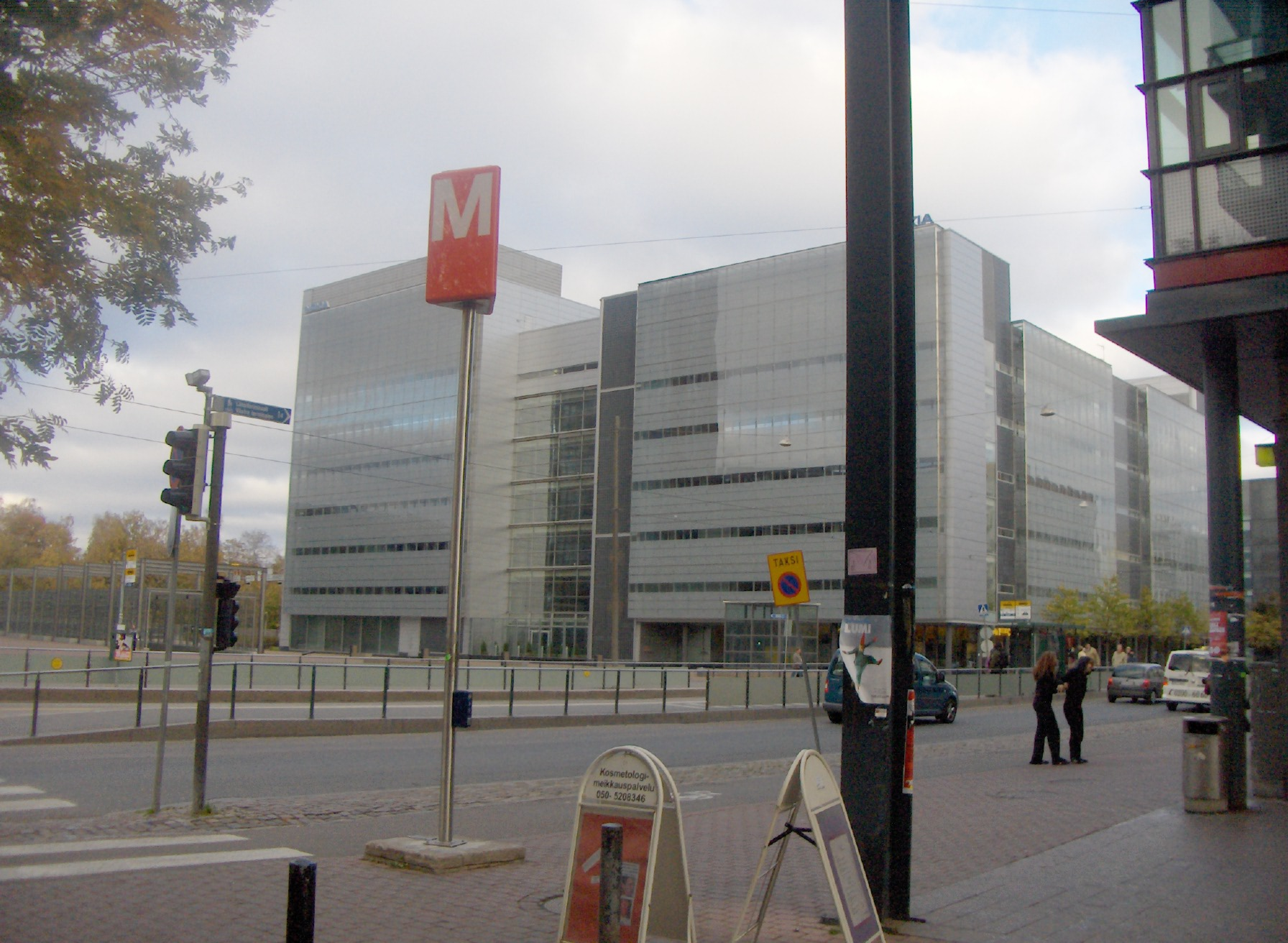
Onderzoekscentrum van Nokia dicht bij de ingang van het station

Ruoholahti (Zweeds: Gräsviken) is een station van de metro van Helsinki. Het ligt in Ruoholahti, het in het zuidwesten van de stad gelegen havengebied. In november 2017 is de lijn in westelijke richting doorgetrokken naar Espoo.
Het station is geopend op 16 augustus 1993 en is ontworpen door Jouko Kontio and Seppo Kilpiä. Het volgende station is het 1,2 kilometer verder gelegen Kamppi.
Kivenlahti · 
Espoonlahti · 
Soukka · 
Kaitaa · 
Finnoo · 
Matinkylä ·
Niittykumpu ·
Urheilupuisto ·
Tapiola ·
Aalto-yliopisto ·
Keilaniemi ·
Koivusaari ·
Lauttasaari ·
Ruoholahti ·
Kamppi ·
Rautatientori ·
Helsingin yliopisto ·
Hakaniemi ·
Sörnäinen ·
Kalasatama ·
Kulosaari ·
Herttoniemi ·
Siilitie · 
Itäkeskus
Noordelijke tak:
Myllypuro ·
Kontula ·
Mellunmäki
Oostelijke tak:
Puotila ·
Rastila ·
Vuosaari